# 光荣颂 (格林卡)
《光荣颂》（俄语：Славься）是俄国浪漫主义作曲家米哈伊尔·格林卡1836年创作的歌剧《伊凡·苏萨宁》末尾的一段合唱曲，描述伊凡·苏萨宁牺牲和人民抗击波兰侵略军成功后在红场庆祝的场面，采用三个合唱队和两个乐队的编制，兼以变奏，具备赞美歌与战斗歌曲的风格，后成为俄罗斯爱国主义、民族化颂歌的代表之一。《光荣颂》原词作者为瓦西里·安德烈耶维奇·茹科夫斯基与伊戈尔·罗森，他們於原詞中讚頌了俄羅斯沙皇和沙皇專制制度。